# برهانلو
برهانلو هي قرية في مقاطعة أرومية، إيران. يقدر عدد سكانها بـ 433 نسمة بحسب إحصاء 2016.